# سكيتال
إسْقُوطَالَي أو سكيتال (باليونانية: σκυτάλη) (بالإنجليزية: Scytale) آلة تعمية استعملها الإغريق لتعمية رسائلهم بالمناقلة. وهي مخروط يُلَفُّ حوله شريط من الجلد ثم يُكتَبُ عليه. ينقل الشريط من أ إلى ب ولا يمكن استخراج المُعمَّى إلا إذا كان المستقبل يملك مخروطًا من نفس القطر بحيث تصطف الأعداد ثانية بالطريقة التي كُتِبَت بها.

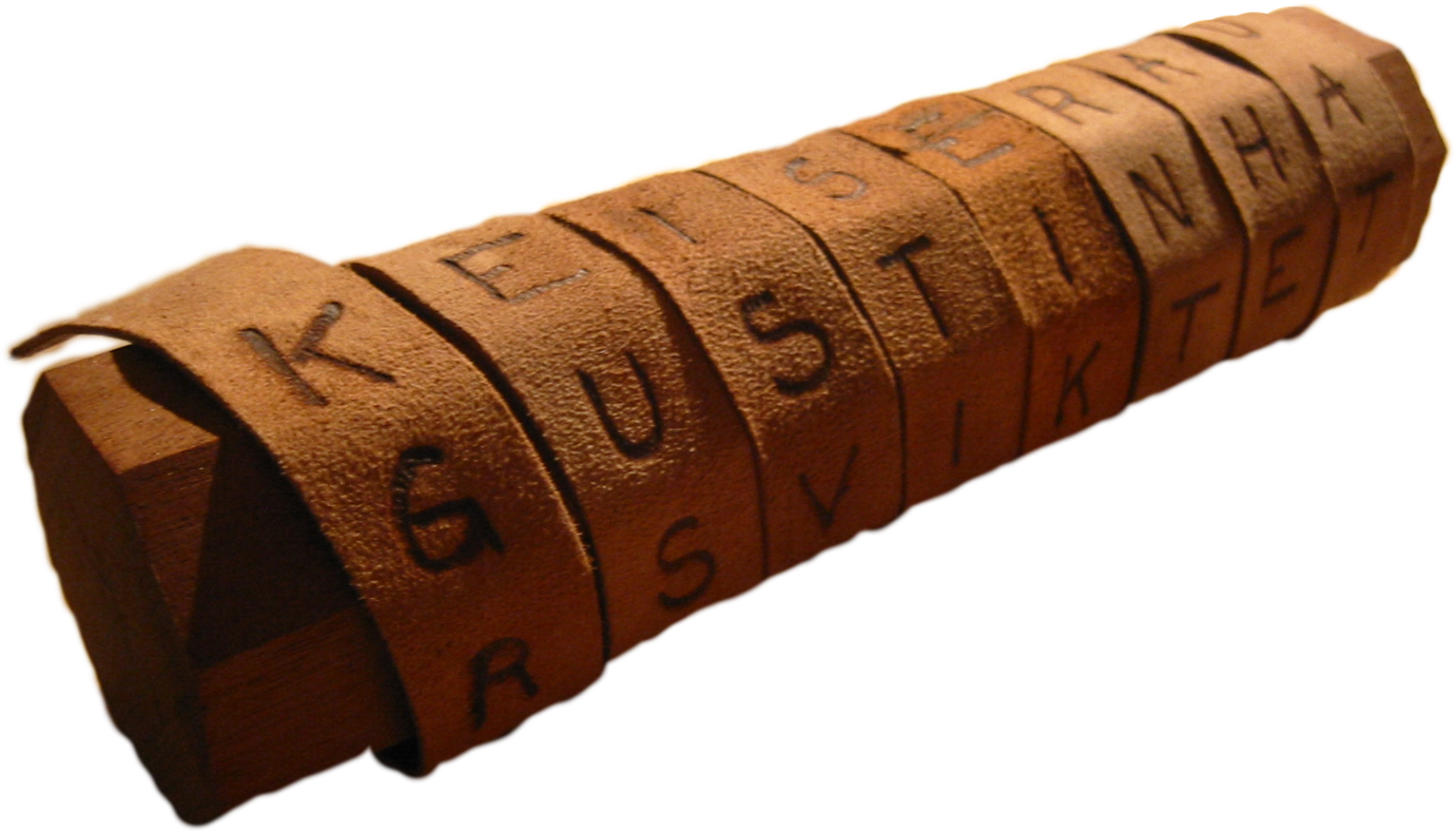
سكيتال